# Křivoklát - hrad
Křivoklát - hrad este o arie protejată (arie specială de conservare — SAC, sit de importanță comunitară — SCI) din Republica Cehă întinsă pe o suprafață de 1,22 ha, integral pe uscat.

## Localizare
Centrul sitului Křivoklát - hrad este situat la coordonatele 50°02′16″N 13°52′20″E / 50.037778°N 13.872222°E.

## Înființare
Situl Křivoklát - hrad a fost declarat sit de importanță comunitară în aprilie 2005 pentru a proteja 1 specie de animale. Situl a fost protejat și ca arie specială de conservare în iulie 2012.

## Biodiversitate
Situată în ecoregiunea continentală, aria protejată nu include niciun habitat protejat.
La baza desemnării sitului se află o specie protejată de  mamifere: liliac comun (Myotis myotis).